# Salto da Conceição
O Salto da Conceição é um salto brasileiro do estado do Paraná, na divisa do município de Telêmaco Borba com Tibagi.
A queda-d'água está situada em uma curva do rio Tibagi, na região dos Campos Gerais do Paraná, a aproximadamente 40 km do centro da cidade de Telêmaco Borba e a 15 km de Tibagi. O acesso pode ser realizado por estrada de terra através da fazenda Monte Alegre, pela estrada do Restingão, seguindo a direita pela estrada da Conceição e após seguindo por trilhas em torno de 500 metros. Outra alternativa de acesso se faz pela rodovia PR-340 que liga Tibagi a Telêmaco Borba, depois da segunda ponte seguindo uma trilha a esquerda por aproximadamente 1500 metros. É possível ainda acessar o local de barco, entrando por propriedade particular (Fazenda do Dr Pires) ou descendo o rio próximo a ponte da BR-153, em Tibagi, em um percurso em torno de 10 km.
A cachoeira cai num desnível de aproximadamente 20 metros formando um rebojo, e após a queda-d'água forma-se uma ilha de pedra de aproximadamente 1500 m². É um lugar considerado pouco explorado, com grande potencial turístico, existindo pontos favoráveis à prática de pescaria, bem como a pesca esportiva, além de esportes de aventura, como acquaride, canionismo, canoagem, boia-cross, rafting e rapel.
No passado, o vale do rio Tibagi foi explorado por diversos viajantes, entre eles o engenheiro inglês Thomas Plantagenet Bigg-Wither que descreveu em sua obra, publicada em 1876 (The valley of the Tibagy, Brazil), as corredeiras da região e fez ainda menção as quedas d'água em Tibagi, como o Salto da Conceição.